# Jaanus Kuum
Jaanus Kuum   (Tallinn, 2 d'octubre de 1964 - Oslo, 26 d'agost de 1998) fou un ciclista noruec, professional des del 1986 fins al 1994. Ciclista soviètic, nascut a Estònia, va adoptar la nacionalitat noruega l'any 1985. Un cop retirat, els problemes econòmics el van portar al suïcidi.

## Palmarès
- 1986
  -  Campió de Noruega en contrarellotge
  - Vencedor d'una etapa al Tour de Texas
- 1988
  - Vencedor d'una etapa a la Vuelta a los Valles Mineros

### Resultats al Giro d'Itàlia
- 1987. 82è de la classificació general
- 1991. Abandona (1a etapa)

### Resultats al Tour de França
- 1988. 24è de la classificació general
- 1989. Abandona (10à etapa)

### Resultats a la Volta a Espanya
- 1989. 14è de la classificació general
- 1990. No surt a la 7a etapa